# Ангел Методиев
Ангел Методиев е български художник (живописец и дърворезбар).

## Биография
Роден е на 16 март 1921 г. в село Кирково, сега квартал на град Велики Преслав. Следва в Националната художествена академия в София, където учи при проф. Борис Митов и се дипломира с най-високо отличие.
Поканен е и става асистент на проф. Панайот Панайотов. По-късно работи с проф. Ненко Балкански и проф. Илия Петров.
Професионалната си кариера в Националната художествена академия Ангел Методиев развива от 1951 г. до 1970 г., след което преминава на частна практика, организирайки много изложби и подготвяйки много успешно кандидат-студенти за Художествената академия на базата на изработен собствен метод, съдържащ 5 встъпителни лекции за щрихи, светлина и светлосенки.

## Творчество
За картината си „Паметниците на София“ получава първа награда – „Наградата на София“ през 1963 г. и е награден с медал и специален диплом. Организира много изложби на собствените си произведения, като най-любимата му е „Древна и съвременна Гърция“. Организира много самостоятелни изложби, а също така участва в почти всички български художествени изложби в цялата страна.
Той е първият в България с инициатива за „Среща на Tрите изкуства – изобразително изкуство, поезия и музика“ при откриването на изложбата си в Петрич. Откриването на изложбата прави известният български поет Евтим Евтимов, който чете свои стихотворения под съпровода на цигулка. Видният режисьор от Благоевградския театър Сашо Токушев предоставя художественото осветление на картините като акцент на фона на цигулковата музика в съчетание с поезията.
През последните 10 години от живота си се занимава с дърворезба. Много от последните му произведения остават недовършени поради неочакваната му смърт през 1984 г.
Преди да почине, мечтата му е да има къща-музей на негово име, където творбите му да могат да бъдат изложени всички заедно и никога да не бъдат разделени. Втората му съпруга Хелия Методиева след неговата смърт на 29 април 1984 г. по устно завещание дарява повече от 70 негови картини и дърворезби на фондация „13 века България“, която ги предоставя на Велики Преслав, за да бъдат изложени там.
Повечето от картините на Ангел Методиев са в Художествената галерия на Велики Преслав. Могат да се видят и в галерии в градовете Варна, Благоевград и Шумен, България.